# Meeting Madrid 2021
Das Meeting Madrid 2021 war eine Leichtathletik-Veranstaltung, die am 19. Juni im Estadio Vallehermoso in der spanischen Hauptstadt Madrid stattfand. Die Veranstaltung war Teil der World Athletics Continental Tour und zählte zu den Silber-Meetings, der zweithöchsten Kategorie dieser Leichtathletik-Serie.

## Resultate

### Männer

#### 100 m
| Platz           | Athlet            | Land | Zeit (s) |
| --------------- | ----------------- | ---- | -------- |
| 1               | Tlotliso Leotlela | RSA  | 10,15    |
| 2               | Filippo Tortu     | ITA  | 10,27    |
| 3               | Mouhamadou Fall   | FRA  | 10,28    |
| 4               | Sean Safo-Antwi   | GHA  | 10,30    |
| 5               | Carlos Nascimento | POR  | 10,48    |
| 6               | Diogo Antunes     | POR  | 10,77    |
|                 | Alonso Edward     | PAN  | DNS      |
| Clarence Munyai | RSA               | DNS  |          |
| Tosin Ogunode   | QAT               | DNS  |          |

Wind: −1,3 m/s

#### 400 m
| Platz | Athlet            | Land | Zeit (s) |
| ----- | ----------------- | ---- | -------- |
| 1     | Anthony Zambrano  | COL  | 44,51 SB |
| 2     | Wayde van Niekerk | RSA  | 44,56    |
| 3     | Alexander Ogando  | DOM  | 45,62    |
| 4     | Lidio Féliz       | DOM  | 45,87    |
| 5     | Óscar Husillos    | ESP  | 46,06    |
| 6     | Mazen al-Yassin   | KSA  | 46,08    |
| 7     | Zakithi Nene      | RSA  | 46,42    |

#### 800 m
| Platz | Athlet                     | Land | Zeit (min) |
| ----- | -------------------------- | ---- | ---------- |
| 1     | Tony van Diepen            | NED  | 1:45,17 SB |
| 2     | Mark English               | IRL  | 1:45,22 SB |
| 3     | Saúl Ordóñez               | ESP  | 1:45,26 SB |
| 4     | Pablo Sánchez-Valladares   | ESP  | 1:45,62 PB |
| 5     | Álvaro de Arriba           | ESP  | 1:45,75 SB |
| 6     | Adrián Ben                 | ESP  | 1:46,16    |
| 7     | Mohamed Belbachir          | ALG  | 1:46,48    |
| 8     | Jamal Hairane              | QAT  | 1:48,24    |
|       | Guillermo Rojo (Pacemaker) | ESP  | DNF        |

#### 110 m Hürden
| Platz | Athlet              | Land | Zeit (s) |
| ----- | ------------------- | ---- | -------- |
| 1     | Enrique Llopis      | ESP  | 13,44    |
| 2     | Valdó Szűcs         | HUN  | 13,46    |
| 3     | Asier Martínez      | ESP  | 13,61    |
| 4     | Gregor Traber       | GER  | 13,63    |
| 5     | Michael Obasuyi     | BEL  | 13,71    |
| 6     | Just Kwaou-Mathey   | FRA  | 13,74    |
| 7     | Liam van der Schaaf | NED  | 13,75    |
| 8     | Yohan Chaverra      | COL  | 13,78    |
|       | Balázs Baji         | HUN  | DSQ      |

Wind: −1,1 m/s

#### Stabhochsprung
| Platz | Athlet                  | Land | Höhe (m) |
| ----- | ----------------------- | ---- | -------- |
| 1     | Rutger Koppelaara       | NED  | 5,70 SB  |
| 2     | Germán Chiaraviglio     | ARG  | 5,55     |
| 3     | Didac Salas             | ESP  | 5,55 SB  |
| 4     | Adrián Vallés           | ESP  | 5,45     |
| 5     | Konstandinos Filippidis | GRC  | 5,45 SB  |
| 6     | Adrián Pérez            | ESP  | 5,45 PB  |
| 7     | Diogo Ferreira          | POR  | 5,10     |
| 8     | Isidro Leyva            | ESP  | 5,10     |

#### Dreisprung
| Platz | Athlet               | Land | Weite (m) |
| ----- | -------------------- | ---- | --------- |
| 1     | Hugues Fabrice Zango | BFA  | 17,83 w   |
| 2     | Pedro Pablo Pichardo | POR  | 17,69 WL  |
| 3     | Melvin Raffin        | FRA  | 17,17     |
| 4     | Jean-Marc Pontvianne | FRA  | 17,17 PB  |
| 5     | Max Heß              | GER  | 17,16 w   |
| 6     | Tiago Pereira        | POR  | 16,96     |
| 7     | Pablo Torrijos       | ESP  | 16,87     |
| 8     | José Bellido         | ESP  | 16,56 SB  |
| 9     | Simone Forte         | ITA  | 16,39     |

#### Speerwurf
| Platz | Athlet           | Land | Weite (m) |
| ----- | ---------------- | ---- | --------- |
| 1     | Julian Weber     | GER  | 82,65     |
| 2     | Odei Jainaga     | ESP  | 82,21     |
| 3     | Anderson Peters  | GRN  | 81,73     |
| 4     | Manu Quijera     | ESP  | 79,38     |
| 5     | Nicolás Quijera  | ESP  | 78,55 SB  |
| 6     | Bernhard Seifert | GER  | 76,92     |
| 7     | Leandro Ramos    | POR  | 75,28     |
| 8     | Rodrigo Iglesias | ESP  | 67,12     |

### Frauen

#### 200 m
| Platz | Athlet          | Land | Zeit (s) |
| ----- | --------------- | ---- | -------- |
| 1     | Christine Mboma | NAM  | 22,79    |
| 2     | Anahí Suárez    | ECU  | 23,18 PB |
| 3     | María Vicente   | ESP  | 23,29 PB |
| 4     | Jaël Bestué     | ESP  | 23,30 PB |
| 5     | Lorène Bazolo   | POR  | 23,33 SB |
| 6     | Gloria Hooper   | ITA  | 23,36    |
| 7     | Bianca Williams | GBR  | 23,55    |
| 8     | Ángela Tenorio  | ECU  | 23,96    |

Wind: −1,1 m/s

#### 1500 m
| Platz | Athlet                      | Land | Zeit (min) |
| ----- | --------------------------- | ---- | ---------- |
| 1     | Marta Pérez                 | ESP  | 4:06,96 SB |
| 2     | Siham Hilali                | MAR  | 4:07,28    |
| 3     | Selah Busienei              | KEN  | 4:07,44    |
| 4     | Revée Walcott-Nolan         | GBR  | 4:07,55    |
| 5     | Solange Pereira             | ESP  | 4:10,34    |
| 6     | Aurore Fleury               | FRA  | 4:10,58    |
| 7     | Holly Archer                | GBR  | 4:10,97    |
| 8     | María Pía Fernández         | URU  | 4:11,44 SB |
| 9     | Águeda Marqués              | ESP  | 4:13,55    |
| 10    | Marta García                | ESP  | 4:15,85    |
| 11    | Yolanda Ngarambe            | SWE  | 4:16,58    |
| 12    | Federica Del Buono          | ITA  | 4:18,74    |
|       | Lorena Martín (Pacemakerin) | ESP  | DNF        |

#### 100 m Hürden
| Platz | Athlet              | Land | Zeit (s) |
| ----- | ------------------- | ---- | -------- |
| 1     | Cyréna Samba-Mayela | FRA  | 12,80 SB |
| 2     | Sarah Lavin         | IRL  | 12,95 PB |
| 3     | Elisa Di Lazzaro    | ITA  | 12,95    |
| 4     | Luminosa Bogliolo   | ITA  | 12,98    |
| 5     | Teresa Errandonea   | ESP  | 13,04 PB |
| 6     | Beate Schrott       | AUT  | 13,31    |
| 7     | Sharona Bakker      | NED  | 13,35    |
| 8     | Caridad Jerez       | ESP  | 13,37    |
| 9     | María Vicente       | ESP  | 13,56    |

Wind: +0,0 m/s

#### 400 m Hürden
| Platz | Athlet              | Land | Zeit (s) |
| ----- | ------------------- | ---- | -------- |
| 1     | Linda Olivieri      | ITA  | 55,89    |
| 2     | Eleonora Marchiando | ITA  | 56,02    |
| 3     | Sara Gallego        | ESP  | 56,38    |
| 4     | Taylon Bieldt       | RSA  | 56,98    |
| 5     | Valeria Cabezas     | COL  | 57,82    |
| 6     | Nerea Bermejo       | ESP  | 57,83    |

#### 3000 m Hindernis
| Platz                            | Athlet           | Land | Zeit (min) |
| -------------------------------- | ---------------- | ---- | ---------- |
| 1                                | Carolina Robles  | ESP  | 9:34,30 MR |
| 2                                | Lili Anna Tóth   | HUN  | 9:41,16 PB |
| 3                                | Tatiane da Silva | BRA  | 9:43,01    |
| 4                                | Adva Cohen       | ISR  | 9:48,84    |
| 5                                | Eilish Flanagan  | IRL  | 9:48,88    |
| 6                                | Blanca Fernández | ESP  | 9:50,18 PB |
| 7                                | Martina Merlo    | ITA  | 9:54,00    |
| 8                                | Matylda Kowal    | POL  | 9:58,84 SB |
| 9                                | Lidia Campo      | ESP  | 10:13,53   |
| 10                               | Belén Casetta    | ARG  | 10:21,59   |
| 11                               | Marta Serrano    | ESP  | 10:42,20   |
| 12                               | Maisie Grice     | GBR  | 10:44,39   |
|                                  | María José Pérez | ESP  | DNF        |
| Clara Viñaras                    | ESP              | DNF  |            |
| Mariola Ślusarczyk (Pacemakerin) | POL              | DNF  |            |

#### Dreisprung
| Platz | Athletin             | Land | Weite (m) |
| ----- | -------------------- | ---- | --------- |
| 1     | Yulimar Rojas        | VEN  | 15,34 w   |
| 2     | Rouguy Diallo        | FRA  | 14,51 PB  |
| 3     | Patrícia Mamona      | POR  | 14,47 SB  |
| 4     | Liadagmis Povea      | CUB  | 14,45     |
| 5     | Ana Peleteiro        | ESP  | 14,39 w   |
| 6     | Hanna Minenko        | ISR  | 14,36 SB  |
| 7     | Neele Eckhardt-Noack | GER  | 14,07     |
| 8     | Núbia Soares         | BRA  | 13,93     |
| 9     | Patricia Sarrapio    | ESP  | 13,70 SB  |

#### Hammerwurf
| Platz | Athletin       | Land | Weite (m) |
| ----- | -------------- | ---- | --------- |
| 1     | Sara Fantini   | ITA  | 72,31 PB  |
| 2     | Laura Redondo  | ESP  | 70,65     |
| 3     | Anamari Kožul  | CRO  | 68,60     |
| 4     | Rosa Rodríguez | VEN  | 68,01     |
| 5     | Berta Castells | ESP  | 66,37     |
| 6     | Osarumen Odeh  | ESP  | 61,08     |